# Phuwadol Suwannachart
Phuwadol Suwannachart (tiếng Thái: ภูวดล สุวรรณชาติ, sinh ngày 20 tháng 6 năm 1982), là một cầu thủ bóng đá người Thái Lan đã giải nghệ thi đấu ở vị trí tiền đạo.

## Sự nghiệp quốc tế
Vào tháng 11 năm 2013, anh ra mắt cho Thái Lan thi đấu trước Iran ở Vòng loại Cúp bóng đá châu Á 2015; anh nhận một thẻ đỏ trong trận sau đó.

### Quốc tế
Tính đến 12 tháng 11 năm 2015
| Đội tuyển quốc gia | Năm  | Số trận | Bàn thắng |
| ------------------ | ---- | ------- | --------- |
| Thái Lan           | 2008 | 1       | 0         |
| Thái Lan           | 2013 | 1       | 0         |
| Thái Lan           | Tổng | 2       | 0         |

## Danh hiệu

### Câu lạc bộ
TOT S.C.
- Provincial League
  -  Vô địch (1): 2006

### Cá nhân
- Giải bóng đá hạng nhất quốc gia Thái Lan
  - Vua phá lưới (1): 2011